# 轨道电路
轨道电路是以铁路线路的两根钢轨作为导线，并接入送电设备和受电设备构成的电路。

## 原理
- 当轨道电路控制区段内钢轨完整，且无列车占用时，通过轨道继电器的电流较大，继电器励磁吸起，前接点闭合，利用继电器前接点闭合条件接通信号机绿灯电路，信号开放。
- 当轨道电路控制区段内钢轨断轨，或有列车占用时，轨道继电器得不到足够电流而失磁，后接点闭合，利用继电器后接点闭合接通信号机红灯电路，信号关闭。[1]

## 分类方法及分类

### 工作原理
- 闭路式轨道电路：符合故障导向安全原则。
- 开路式轨道电路：不符合故障导向安全原则，多用于驼峰信号设备及电源困难的半自动闭塞区段。
- 传导式轨道电路（电压式轨道电路）
- 感应式轨道电路（电流式轨道电路）

### 信号电流
- 直流轨道电路：采用直流电供电。
- 交流轨道电路：采用交流电供电。

### 机车牵引电流的回归方式
- 单轨条轨道电路：利用轨道电路其中一根钢轨作为牵引电流回线。
- 双轨条轨道电路：利用轨道电路两根钢轨作为牵引电流回线。

### 供电方式
- 连续式轨道电路
- 脉冲式轨道电路

### 轨道电路的分割方式
- 有绝缘轨道电路
- 无绝缘轨道电路